# Svartifoss

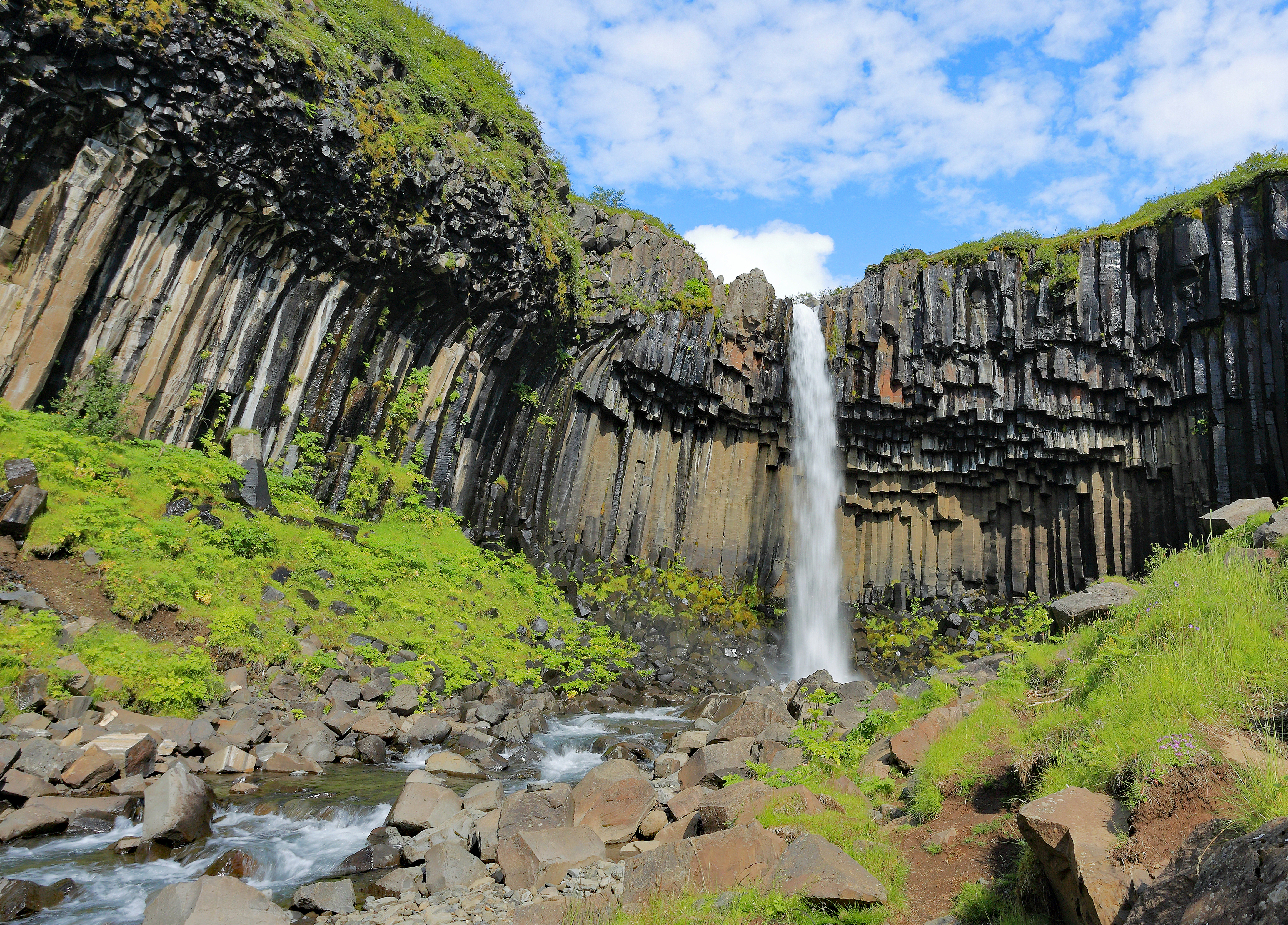
Svartifoss no verão

A Svartifoss (literalmente "Cascata Negra") é uma cascata em Skaftafell no Parque Nacional Vatnajökull, na Islândia, e é um dos pontos turísticos mais populares do parque. A cascata é cercada por escuras colunas de rochas magmáticas, que deram origem ao seu nome. Outras formações colunares bem conhecidas são vistas na Calçada dos Gigantes na Irlanda do Norte, e na Torre do Diabo em Wyoming, Estados Unidos e na ilha de Staffa na Escócia. Existem também formações semelhantes em toda a Islândia, incluindo uma pequena caverna na praia de Reynisdrangar.
A base dessa queda d'água é notável por suas rochas pontiagudas. Essas colunas de basalto inspiraram os arquitetos islandeses, mais visivelmente na igreja Hallgrímskirkja em Reiquiavique e também no Teatro Nacional.